# Мостищи (Опочецкий район)
Мостищи — деревня в Опочецком районе Псковской области России. Входит в состав Глубоковской волости.

## География
Расположена в 14 км к юго-востоку от города Опочка.

## Население
| 2001 | 2002 | 2010 | 2013 | 2014 | 2015 | 2016 |
| ---- | ---- | ---- | ---- | ---- | ---- | ---- |
| 34   | ↘28  | ↘27  | ↗29  | ↘20  | →20  | ↗25  |

Численность населения по состоянию на начало 2001 года составляла 34 человека.

## История
С 1995 до 2015 года деревня входила в состав Звонской волости.